# Hans von Linstow
 Hans Ditlev Franciscus (Frants) von Linstow, född 4 maj 1787 i Hørsholm, död 10 juni 1851 i Kristiania, var en dansk-norsk arkitekt, son till Christoph Hartwig von Linstow.

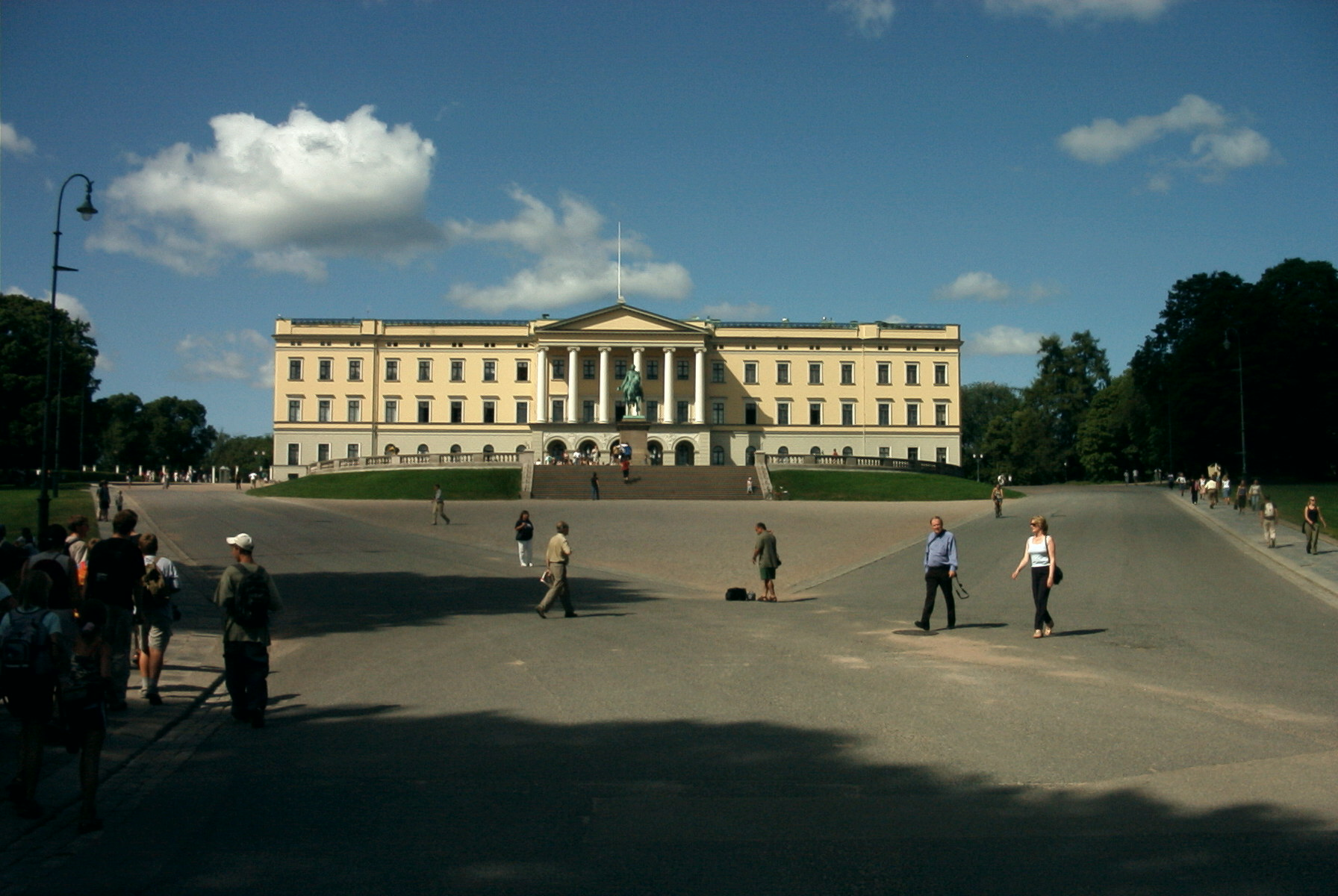
Kungliga slottet med Slottsplassen i Oslo.

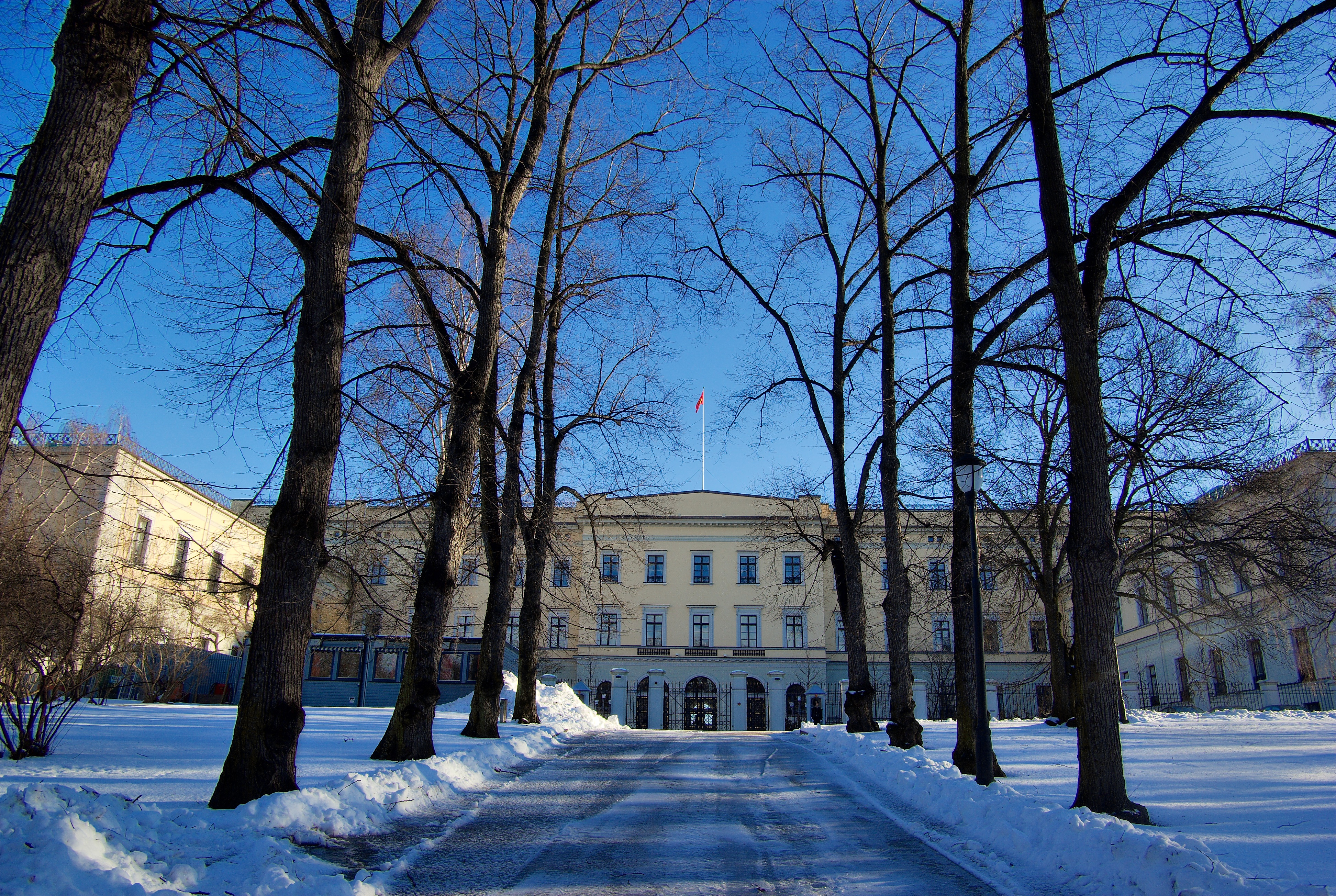
Baksidan, sedd från Slottsparken.

Linstow studerade ritning och målning vid Kunstakademiets Arkitektskole i Köpenhamn, samtidigt som han också studerade juridik. Han avslutade studierna i Köpenhamn 1812 och reste till Kongsberg där han 1812–1814 var elev vid ”Bergakademiet”. Han avslutade inte ingenjörsofficersutbildningen, utan studerade istället arkitektur vid sidan av. Han arbetade 1814 vid Kristian Fredriks hov.
Åren 1815–1818 var han regementskvartermästare och auditör vid det Akerhusiske ridende Jægerkors.  Fram till 1820 var han brigadauditör i kavalleriet och garnisonsauditör i Kristiania. Linstow undervisade, först i gipsklassen, och 1822–1840 i byggnadslära vid Den kongelige tegneskole i Kristiania. År 1823 fick han i uppdrag att rita det Kungliga slottet i Oslo och han var med om att utforma Slottsparken, varvid han ritade parkens vaktstuga.
Slottet byggdes en bit från själva stadsbebyggelsen och Linstow lade 1838 fram en plan för att knyta Slottet närmare själva staden, något som senare resulterade i Karl Johans gate. Gatan fick först namnet ”Slottsveien”, och Linstow såg för sig en bebyggelse med offentliga byggnader på båda sidor av gatan och att stadens tyngdpunkt skulle ligga just på den här gatan, fram till Egertorget.
Linstow hjälpte också vännen Henrik Wergeland med byggandet av ”Grotten”, norska statens hedersbostad för konstnärer.
Han utarbetade 1828–1831 ritningar till norska kyrkor och ca 80 kyrkor i landet uppfördes med utgångspunkt från dessa ritningar, samt motsvarande ritningar for prästgårdar. 1885 uppkallades ”Linstows gate” i Oslos centrum efter honom. Denna går från ”Wergelandsveien” till ”Sven Bruns gate”.

## Några av Linstows kyrkor

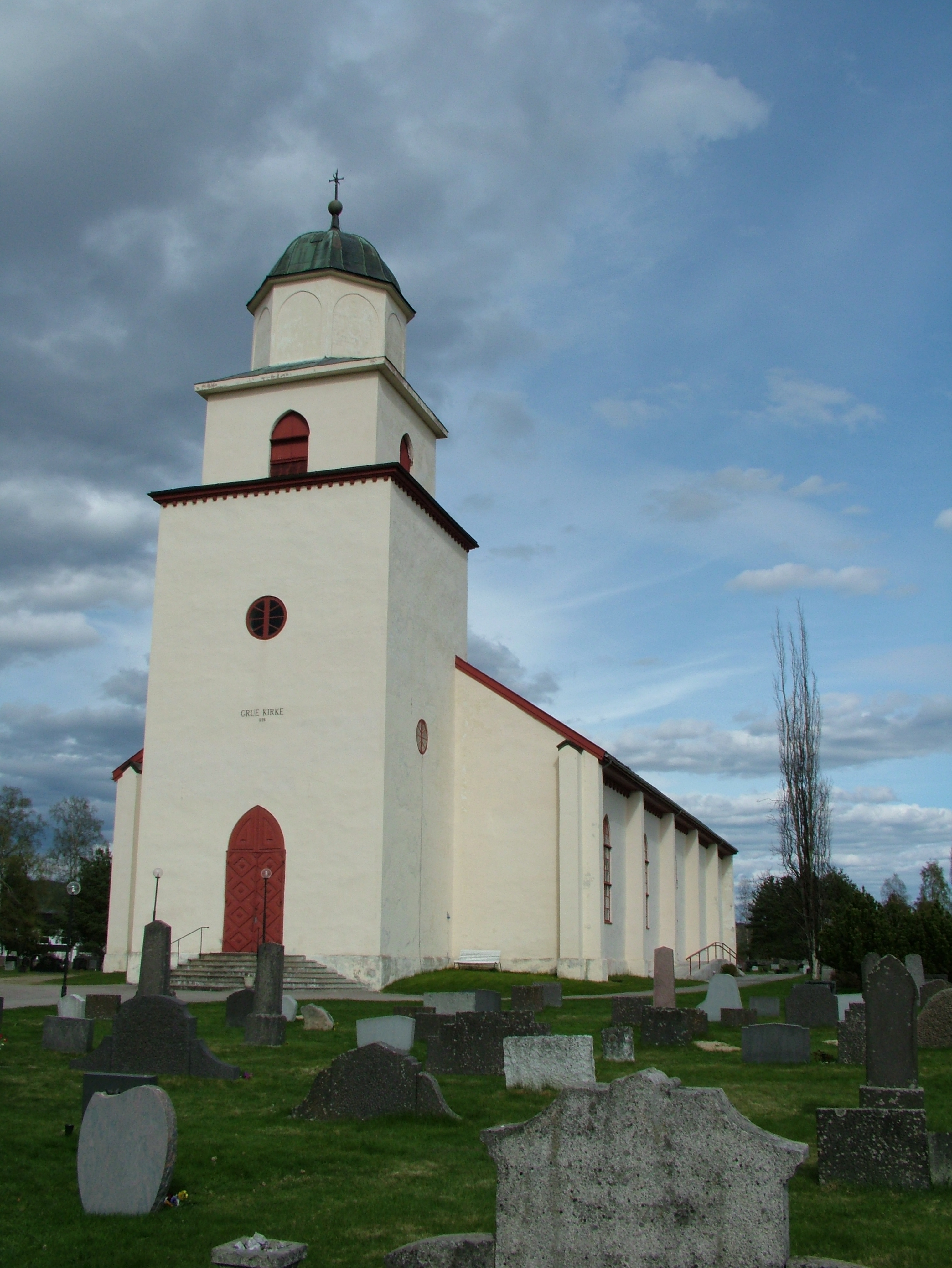
Grue kyrka
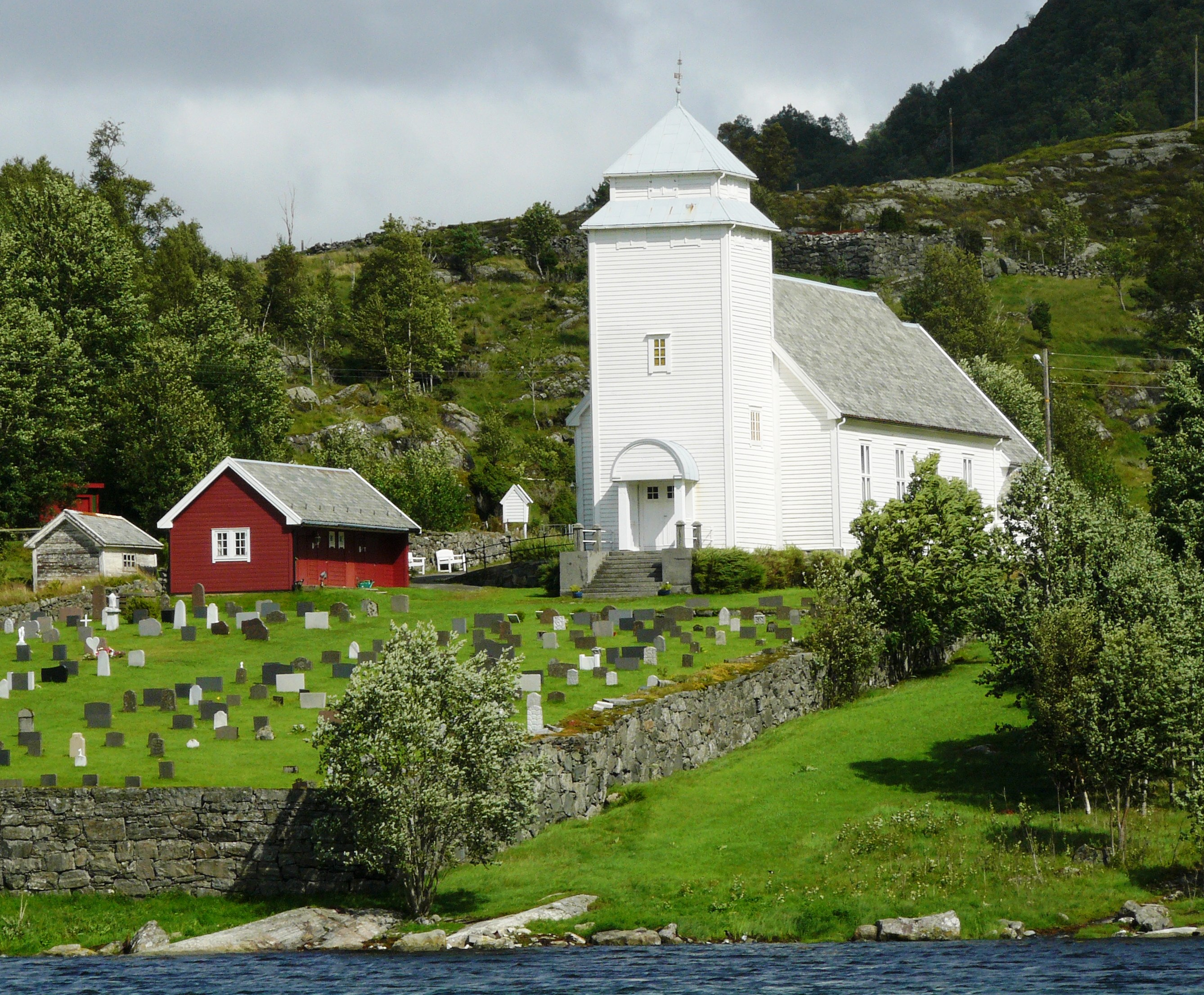
Rugsunds kyrka
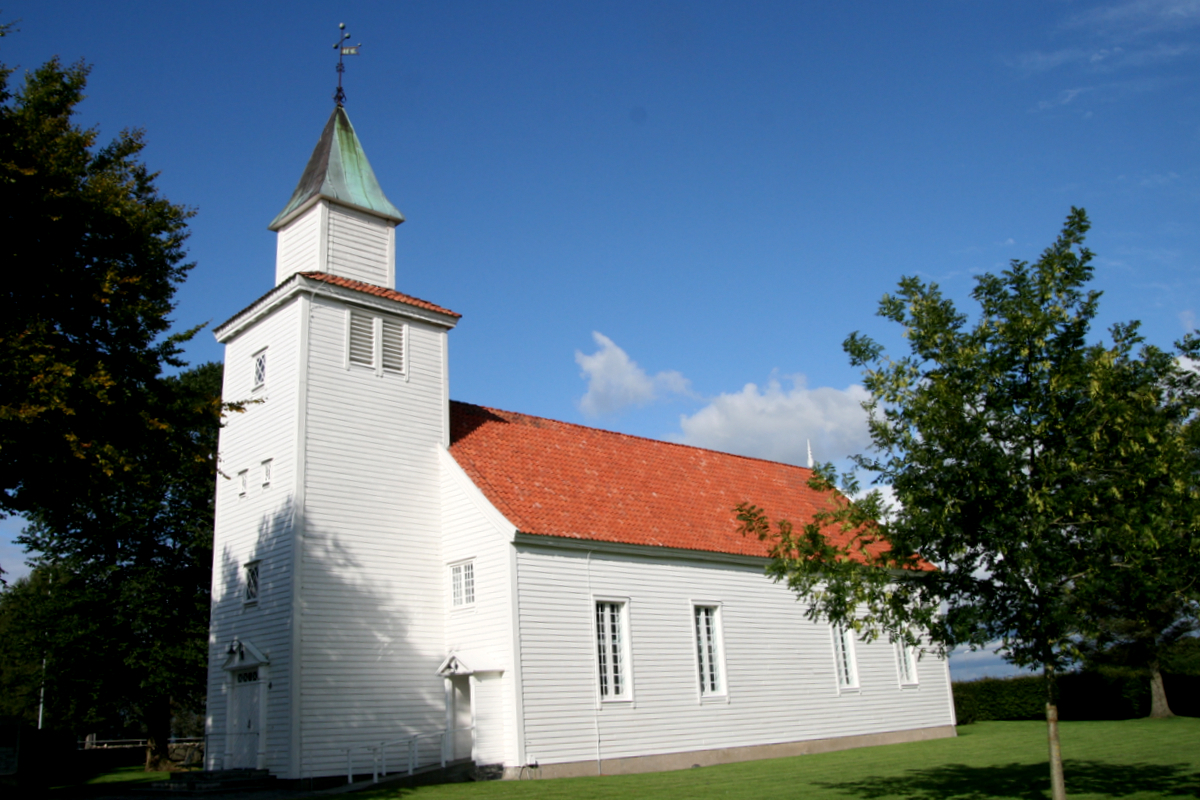
Nærbø gamla kyrka
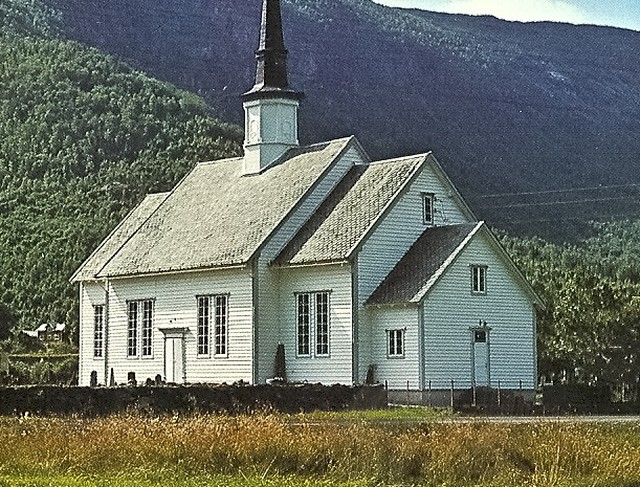
Hornindals kyrka